# Mary Anne A’Becket

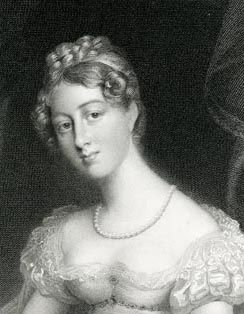
Mary Anne A'Becket

Mary Anne A’Becket (auch Mrs. G. A. A’Beckett bzw. Mrs. Gilbert A’Beckett; * 1817 in London; † 11. Dezember 1863 in London) war eine englische Komponistin.

## Leben
Mary Anne A’Becket war die älteste Tochter des Theaterdirektors Joseph Glossop (1793–1853), eines Freundes Georges IV. Er hatte in den 1820er Jahren als Impressario die Mailänder Scala geleitet. Ihre Mutter war vermutlich die erste Frau Glossops, die Sängerin Elisabeth Fearon (Féron, um 1795–1853). Über ihre musikalische Ausbildung ist nichts genaues bekannt. Wahrscheinlich erhielt sie eine fundierte private Ausbildung in Klavierspiel, Gesang und Komposition.
Am 21. Januar 1835 heiratete sie Gilbert Abbott A’Beckett (1811–1856), einen Magistrate, humoristischen Schriftsteller, Bühnenautor und Journalisten. Beide ließen sich zunächst in Fulham nieder. Sie hatten vier gemeinsame Kinder, die beiden Söhne Gilbert Arthur A’Beckett (1837–1891) und den Schriftsteller Arthur William A’Beckett (1844–1909), so wie zwei Töchter. Einladungen, ihre Werke selbst zu dirigieren, lehnte sie ab.
Die Grand Opéra Agnes Sorel war eine der ersten Kompositionen mit denen A’Beckett im Dezember 1835 an die Öffentlichkeit trat. In den nächsten Jahren schrieb sie diverse Bühnenmusiken für das  St James’s Theatre. 1842 folgte mit gewissem Erfolg die Oper Red Riding Hood [Rotkäppchen]  am Surrey Gardens Theatre. 1843 wurde sie am Princess’s Theatre aufgeführt. 1846 folgte das Musical Drama The young Pretender mit dem Text von Mark Lemon am Haymarket Theatre. Ihre Lieder und Balladen erschienen von 1840 bis 1859 in renommierten Londoner Musikverlagen. Ab 1847 gab Mary Anne A’Becket die Sammlung The Music Book in mehreren Teilen heraus.  Sie enthält zwanzig Originalsongs, Quadrillen und zwei Walzer. Neben eigenen Kompositionen enthält sie Werke von Alfred Mellon (1820–1867), Julius Benedict, Michael Balfe, Edward Loder (1809–1865) und William Vincent Wallace.

## Werke (Auswahl)

### Bühnenwerke
- Agnes Sorel. An Operatic Farce[1], auch Grand Opéra. Libretto: Gilbert Abbott A’Beckett.[2] Das Werk basiert auf der Geschichte von Agnès Sorel. Uraufführung: 16. Dezember 1835 im St James’s Theatre London. Es war die erste an John Brahams St James’s Theatre aufgeführte Produktion.[1][2][4]  G. Stuart, London, 1835 OCLC 64740225 OCLC 289412521835 publiziert bei Mori & Levenu in London.[8][2]
  - Vainly to me of love you speak. Duett aus Agnes Sorel OCLC 497021054
  - Select airs from Mrs. G.A. A'Beckett's grand opera Agnes Sorel, für Klavier eingerichtet von Edward Perry
- Mabel’s Curse, Bühnenmusik zu dem Drama von Anna Maria Fielding (1800–1881), Uraufführung am 27. März 1837 im St James’s Theatre.[2]
- Wanted a brigand, or, A visit from Fra-Diavolo, Musical Burletta, Bühnenmusik zusammen mit George Frederick Stansbury (1800–1845) zum gleichnamigen Theaterstück ihres Mannes  Gilbert Abbott A’Beckett, uraufgeführt im St. James Theatre im Dezember 1837.[2]
  - Music's soft measure, duet to the air of the Cachucha sung in the Burletta of "Wanted a brigand", London, 1838 OCLC 497021110
  - Who would from the merry Ball, Chappell, London, um 1840 OCLC 1061630478
- Little Red Riding Hood,  Fairy Opera. Das Werk wurde am Surrey Gardens Theatre in London am 8. August 1842 uraufgeführt.[5] Im Februar 1842 stand das Werk im Princess’s Theatre auf dem Programm.[9][10]
  - Red Riding Hood Quadrilles, basierend auf Themen aus der Oper Red Riding Hood, komponiert und für Klavier arrangiert von Mary Anne A’Becket OCLC 1065017712
- The Young Pretender, Schauspielmusik zum gleichnamigen Werk von Mark Lemon, Uraufführung im 28. November 1846 im Theatre Royal Haymarket London.[7][11] Drei Songs der Oper wurden in Einzelausgaben publiziert.
  - A maiden from her lovel bower, Ballad. Text: Mark Lemon, aus The Young Pretender. Veröffentlicht in The Music Book Part III OCLC 497021162
  - Lightly won is lightly held, Duett aus The Young Pretender. On, Veröffentlicht 1847 in The Music Book, Part IV OCLC 497021156 OCLC 25286080
  - The one I dare not name, Incipit: I love with an unchanging love[Digitalisat 1]

### Lieder und Vokalmusik
Mary Anne A’Becket komponierte sogenannte Drawing-Room-Songs
- And must we then in Silence meet. Ballad. Text: Mrs. Gilbert A’Beckett, Leader and Cock, London, 1851 OCLC 497021061[12]
- Dear Italy. Text: Gilbert Abbott A’Beckett, 1846[13][14] OCLC 497021072
- Dear Scenes of happier hours, 1846[14]
- Dear old England, a patriotic song. Text: V. Roberts, 1859 OCLC 497021077[15]
- Dear scenes of happier hours.Text: Gilbert Abbott A’Beckett, London, 1854 OCLC 497021083
- Do not smile, Ballad, Text: J. D. Douglas. Leader and Cock, London, 1851 OCLC 497021089[12]
- Farewell dear Scenes. Ballad. London: Chappell, 1842.[2]
- Forget me not. Text: George E. Hudson, 1846[14]
- It is o’er, that Happy Dream. Ballad. Text: Bertie Vyse. Leader and Cock, London, 1851.[2][12]
- My Nina fair, arise Text: William Gilbert, 1846[14]
- Ne'er think that I'll forget thee. Ballad. Leader and Cock, London, 1850  OCLC 497021122[12] Das Werk wurde im September 1953 beim Gloucester Festival aufgeführt.[16][17]
- Oh! Come again sweet summer time, Ballad, Text: William À Beckett, Incipit: Oh come again sweet summer time, Thy smile I pine to see. Leader & Cock, London OCLC 982126039 OCLC 497021131
- One kindly word before we part, Ballad, Text: Mark Lemon, Klemm&Brother, Philadelphia[Digitalisat 2] , veröffentlicht in: Godey’s Magazine and Lady’s Book XXXIV (1/1847), S. 261–263[2]
- Take back the Gift. Text: Gilbert Abbott A’Beckett, 1846[14], London 1854 OCLC 497021142
- ’Tis not the sparkling diadem. Ballad. London: Chappell, 1842.[2]
- When mem’ry through the mist of tears. London: Chappell, 1843[2]
- Wherefore maiden art thou straying. Rondo (für Gesang). ohne Verlagsangabe, 1842[2]

### The Music Book
1847 gab Mary Anne A’Becket diese Sammlung von zwanzig Originalsongs, Quadrillen und zwei Walzern heraus. Neben eigenen Kompositionen enthält sie Werke von Alfred Mellon (1820–1867), Julius Benedict, Michael Balfe, Edward Loder (1809–1865) und William Vincent Wallace. Band I OCLC 498296343

#### Teil 1
- Nr. 1: Sing, maiden, sing, Text: Barry Cornwall, Musik: Michael Balfe[18]
- Nr. 2: The false friend. Text: T. Hood, Musik: William Vincent Wallace[18]
- Nr. 3: A song for the seasons, Text: Text: Barry Cornwall, Musik : Text: J. H. Tully[18]
- Nr. 4: My home must be where’er thou art. Text: Mark Lemon. Musik: Mary Anne A’Becket, Incipit: ‘Tis more than vain to bid me seek OCLC 497021116 Joseph Williams, London OCLC 1184617625
- Musik: Edward Loder

#### Teil 2
- Nr. 6: When a long the white ripple (Serenade), Text: Richard Monckton Milnes, 1. Baron Houghton, Musik: Michael Balfe[19]
- Nr. 7: Oh, how hard is it to find, Text: Campbell, Musik: T. G. Reed[19]
- Nr. 8: Love me, if I live. Text: Barry Cornwall, Musik: Mary Anne A’Becket, publiziert in The Music Book, Part II[19] OCLC 497021100 OCLC 497021106
- Nr. 9: The voyage of Fancy, Text: Mark Lemon. Musik: Frank Romer (1810–1899)[19]

#### Teil 3
- Nr. 10: I love Thee, Text: T. Hood, Musik: Musik: William Vincent Wallace[20]
- Nr. 11: As the moon’s soft splendour, Musik: J. Benedict[20]
- Nr. 12: A maiden from her lovel bower, Ballad. Text: Mark Lemon, Musik: Mary Anne A’Becket,[20]aus The Young Pretender. Veröffentlicht in The Music Book Part III OCLC 497021162[20]
- Nr. 13: The One I dare not name, Text: Mark Lemon. Musik: Mary Anne A’Becket[20]

#### Teil 4
- Nr. 14: Lightly won is lightly held, Duett aus The Young Pretender. Musik: Mary Anne A’Becket, Veröffentlicht 1847 in The Music Book, Part IV OCLC 497021156 OCLC 25286080
- Nr. 15: The Casino Waltz für Klavier. Veröffentlicht 1847 in The Music Book, Part IV OCLC 497021068
- Nr. 16: The Aladdin Quadrilles, Text: J. H. Tully[20]
- Nr. 17: Maureen, Text: Barry Cornwall, Musik: Michael Balfe[20]
- Nr. 18: It is Eve, Love, Text: Mark Lemon, Musik: Frank Romer[20]

#### Teil 5
- Nr. 19: The Sailor’s Bride, Ballad, Text: Mrs. Crawford, Musik: J. Nicholls Crouch[20]
- Nr. 20: The Ridotto Waltz für Klavier, Musik: Mary Anne A’Becket, 1847 OCLC 497021137
- Nr. 21: I dream of Thee, Text: Barry Cornwall, Musik: Mary Anne A’Becket1847 OCLC 497021094

#### Teil 6
- Nr. 22: Spring and Autum (A Song), Text: Mark Lemon, Musik: Edward Loder[21]
- Nr. 23: The Mahogany Tree, Text: W. M. Thackeray, Musik. Frank Romer[21]
- Nr. 24: It was no kind to leave me so, Musik: Friedrick Wilhelm[21]
- Nr. 25: Sweet Village Green (A Ballad), Text: J. Gill Esqu., Musik: F. Blewitt[21]

### Klavierwerke
Neben den beiden Walzern aus The Music Book komponierte Mary Anne A’Becket vier Balladen und eine Sammlung von Quadrillen für Klavier.
- The Casino Waltz für Klavier. Veröffentlicht 1847 in The Music Book Nr. 15, Part IV OCLC 497021068
- The Ridotto Waltz für Klavier, 1847 in the Music Book Nr. 20 OCLC 497021137
- The Royal Nursery Quadrilles, or Popular Nursery Tunes. London: Cramer, Beale, & Co, 1851[22]

## Digitalisate
1. ↑  The one I dare not name als Digitalisat bei Hathi Trust
2. ↑  One kindly word before we part als Digitalisat in The Nineteenth Century American Sheet Music Collection der University of North Carolina at Chapel Hill
3. ↑  Arthur William A’Beckett: The A’Becketts of Punch. Memories of Father and Sons als Digitalisat im Internet Archive